# Zhang-Zhung jezik
Zhang-Zhung jezik (ISO 639: xzh), drevni jezik sinotibetske porodice uže zapadnohimalajske skupine, koji se između 7 i 10 stoljeća govorio na području zapadnog Tibeta i središnje Azije u kraljevstvu Zhang Zhung, koje je prestalo postojati kao zaseban entitet, nakon ujedinjenja Tibeta pod kraljem Songtsän Gampo, sljedbenikom religije bon.
Prema tvrdnjama mnogi od tekstova bon kanona prevedeni su s jezika zhang-zhung. Na temelju sačuvanih primjera zhang zhung tekstova čini se da je jezik zhang-zhung različit ali srodan starotibetanskom. Jedini dvojezični tekst na tibetskom i zhang-zhungu je mDzod-phug, djelo o kozmogoniji.

## Vanjske poveznice
- The Zhang-zhung Language  Arhivirana inačica izvorne stranice od 25. prosinca 2009. (Wayback Machine)
- Bön Teachings from Ancient Zhang Zhung  Arhivirana inačica izvorne stranice od 28. siječnja 2011. (Wayback Machine)